# Torshag

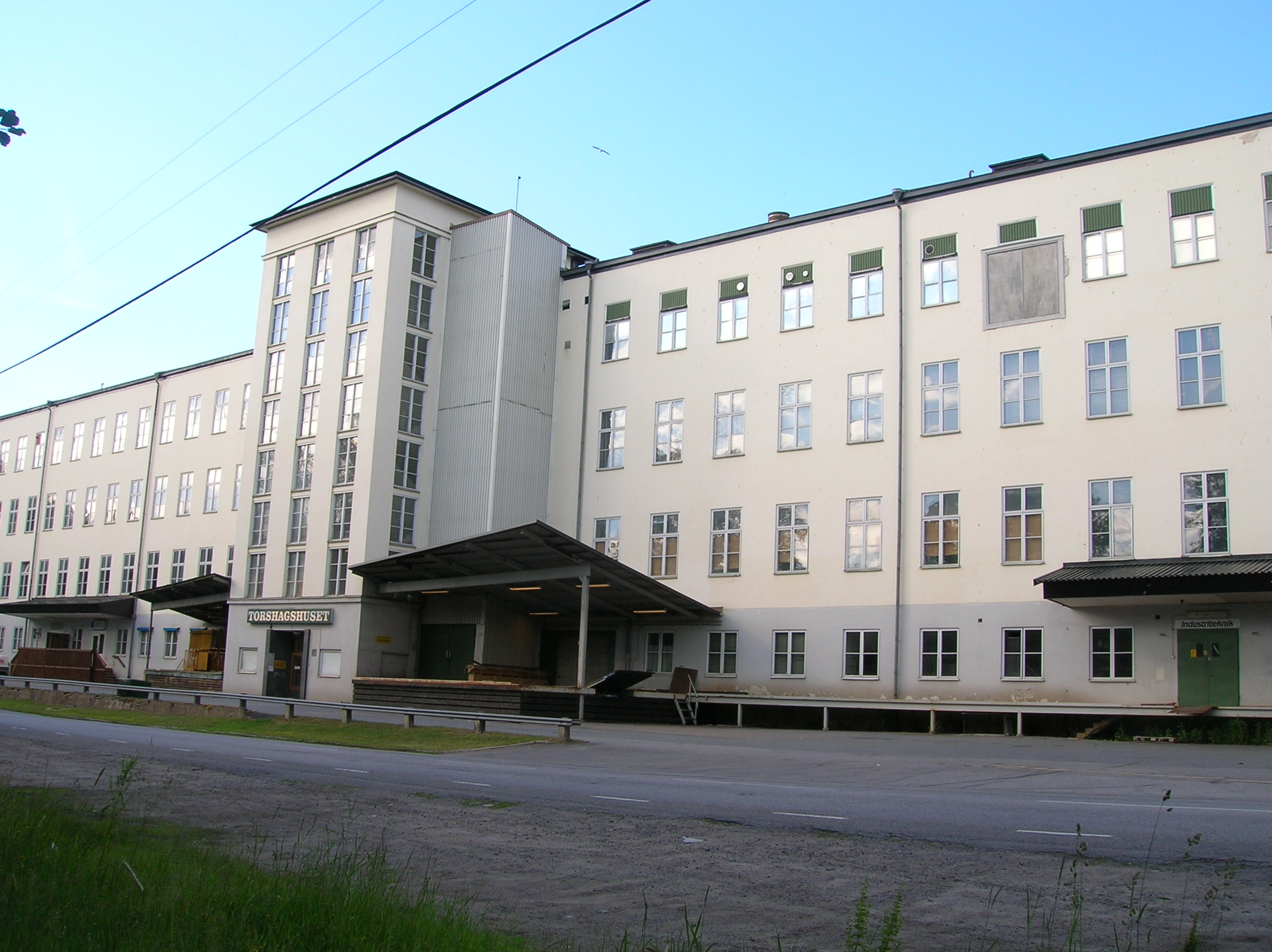
Bomullsfabriksbyggnaden från 1950 finns ännu kvar, här finns idag bland annat en stearinljusfabrik.

Torshag är en del av Åby, tolv kilometer från Norrköping. I Torshag finns mindre industrier och trevåningshus som tidigare var arbetarbostäder för dem som arbetade vid den före detta bomullsfabriken. Här ligger Torshags fornborg och Torshagsån.

## Historia
1845 grundades här Torshags Bomullsspinneri av Hjalmar Leopold vid sjön Nedre Glotterns utlopp i Torshagskärret.Här föddes Georg Ericson, som var Sveriges förbundskapten i fotboll 1970–1979. 